# Chórový ochoz

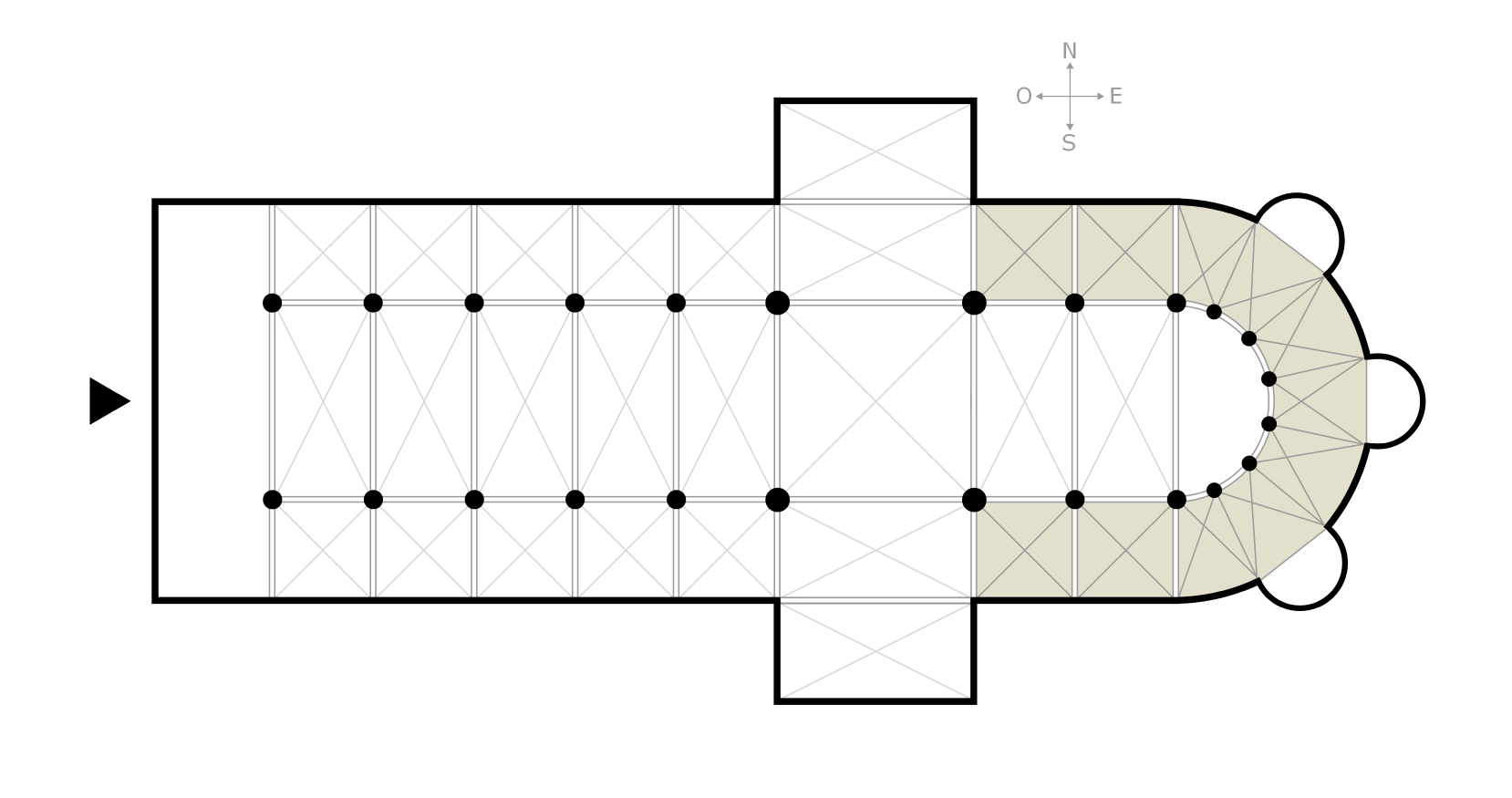
Hnědě je vyznačeno umístění chórového ochozu v půdorysu chrámu

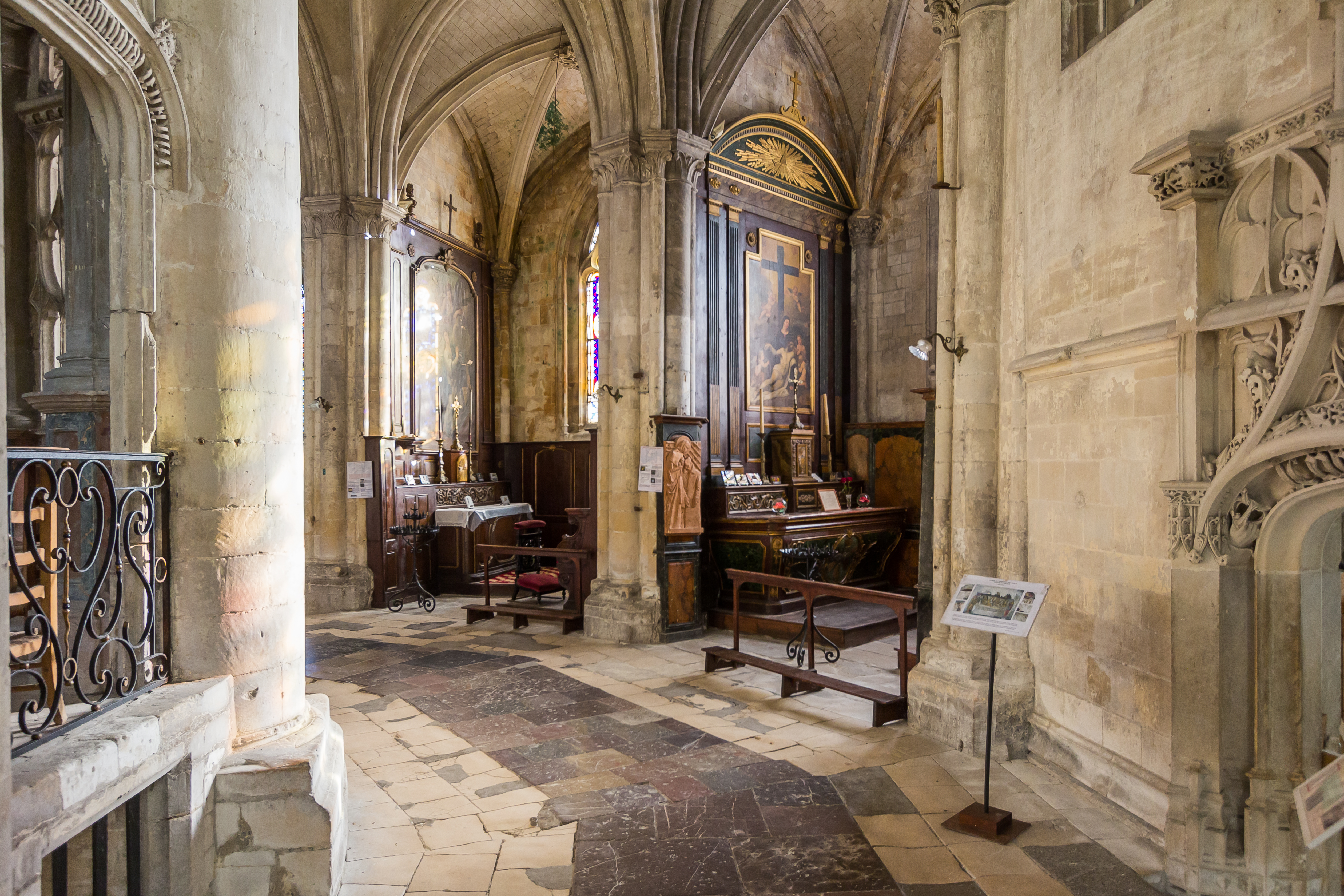
Chórový ochoz kolegiátního kostela ve městě Eu v Normandii

Chórový ochoz (latinsky (de)ambulatorium od ambulo, „chodit“) je součást gotické katedrály, která se nachází mezi chórem a věncem kaplí. Výškou, šířkou, rozvrhem atp. zpravidla navazuje na boční lodě a stejně jako boční lodě od lodě hlavní i chórový ochoz od chóru odděluje řada sloupů či pilířů, tvořících arkádu. Někdy, například u pařížského kostela Saint Denis, je chórový ochoz dokonce dvojlodní. Od chóru může být ochoz oddělen tzv. chórovým zábradlím.
Chórový ochoz je typický pro gotické katedrály a další kostely katedrálního typu. Ochoz umožňuje podobně jako boční lodi věřícím a poutníkům procházení a návštěvu jednotlivých kaplí, a to i během doby, kdy se další věřící v hlavní lodi kostela účastní bohoslužby či jiného obřadu.